# 亚历克修斯·迈农

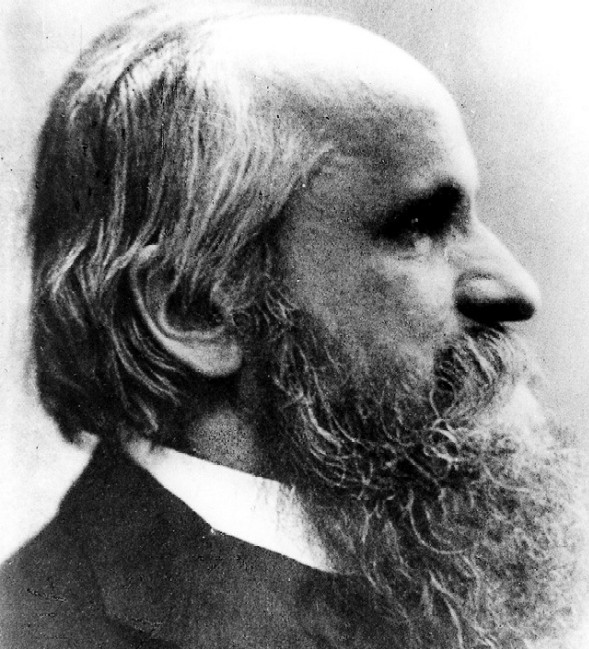
亚历克修斯·迈农

亚历克修斯·迈农（Alexius Meinong，1853年7月17日 - 1920年11月27日）是一位奥地利哲学家。 

## 生平
1853年7月17日，亚历克修斯·迈农出生在奥匈帝国的伦贝格（今乌克兰西部城市利沃夫），在维也纳接受中学教育，然后进入维也纳大学，攻读历史与哲学（师从弗朗兹·布伦塔诺）